# William Lort Mansel
William Lort Mansel (2 avril 1753 - 27 juin 1820) est un homme d'église anglais et un fellow de Cambridge. Il est directeur du Trinity College de Cambridge de 1798 à sa mort en 1820, et également évêque de Bristol de 1808 à 1820.

## Biographie
Il est né à Pembroke, fils de William Wogan Mansel et de sa femme Anne Lort, sœur de Michael Lort (en), professeur Regius de grec à Cambridge. Il fait ses études à la King's School de Gloucester sous Edward Sparkes et au Trinity College de Cambridge (inscrit en 1770, boursier en 1771, diplômé BA 1774, MA 1777, DD 1798) .
Élu membre du Trinity en 1775, Mansel est ordonné diacre en 1780 et prêtre en 1783. Il devient vicaire de Bottisham de 1783 à 1790, vicaire de Chesterton en 1788 et recteur de Fowlmere en 1789 .
Mansel est connu comme un esprit, écrivain d'épigrammes et satiriste des rivalités académiques. Sa popularité conduit à son élection comme orateur public de Cambridge, 1788-1798 . Nommé directeur du Trinity College en 1798, Mansel est vice-chancelier de l'université de 1799 à 1800 . Nommé évêque de Bristol en 1808 sur la recommandation de son ancien élève Spencer Perceval, alors chancelier de l'Échiquier , il cumule l'évêché avec sa maîtrise jusqu'à sa mort en 1820.
Mansel est décédé dans la Master's Lodge du Trinity College de Cambridge et est enterré dans la chapelle du Collège .

## Famille
Mansel épouse en 1779 Isabella Haggerston(e), fille de John Haggerston, un avocat de Cambridge : ils ont sept filles et trois fils, dont l'un meurt jeune . À la mort de Mansel, ses exécuteurs testamentaires sont Edward Daniel Clarke et James Devereux Hustler ; sa succession est laissée par testament à ses cinq filles célibataires . Il a :
- Isabella (décédée en 1866 à 76 ans), épouse le révérend Lort Mansel, un cousin [3]
- Anne (décédée en 1832), deuxième fille, mariée en 1819 à Edward Peacock, membre de Trinity et clerc [5]
- Elizabeth, épouse en 1823 James Devereux Hustler, Fellow de Trinity et clerc
- Fanny, épouse le Rév. Thomas Tayler de Whitlings [3]
- Sophia Matilda Caroline, la plus jeune fille épouse en 1823 le révérend John Horsley Dakins [3]